# CHL Import Draft 2007
CHL Import Draft 2007 – 16. draft CHL w historii. Łącznie wybrano 71 zawodników (przewidziano 71 wyborów).

## Wybrani
Pozycje: B – bramkarz, LO – lewy obrońca, PO – prawy obrońca, C – center, LS – lewoskrzydłowy, PS – prawoskrzydłowy

Ligi: OHL – Ontario Hockey League, QMJHL – Quebec Major Junior Hockey League, WHL – Western Hockey League

### Runda 1
| #  | Zawodnik (pozycja)       | Pochodzenie | Klub macierzysty            | Klub wybierający (liga)            |
| -- | ------------------------ | ----------- | --------------------------- | ---------------------------------- |
| 1  | Tomáš Vincour (PS)       | Czechy      | HC Kometa Brno U20          | Edmonton Oil Kings (WHL)           |
| 2  | Jaroslav Janus (B)       | Słowacja    | Slovan Bratysława U20       | Erie Otters (OHL)                  |
| 5  | Mikkel Bødker (LS)       | Dania       | Frölunda HC J20             | Kitchener Rangers (HL)             |
| 12 | Timo Pielmeier (B)       | Niemcy      | Kölner EC U18               | St. John’s Fog Devils (QMJHL)      |
| 25 | Juha Metsola (B)         | Finlandia   | Ilves U20                   | Lethbridge Hurricanes (WHL)        |
| 29 | Jakub Kovář (B)          | Czechy      | HC Czeskie Budziejowice U20 | Oshawa Generals (OHL)              |
| 43 | Mikael Backlund (C)      | Szwecja     | VIK Västerås HK J20         | Kelowna Rockets (WHL)              |
| 46 | Riku Helenius (G)        | Finlandia   | Ilves U20                   | Seattle Thunderbirds (WHL)         |
| 47 | André Petersson (PS)     | Szwecja     | HV71 J18A                   | Toronto St. Michael’s Majors (OHL) |
| 54 | Michaił Stefanowicz (PS) | Białoruś    | HK Homel                    | Quebec Remparts (QMJHL)            |

### Runda 2
| #  | Zawodnik (pozycja) | Pochodzenie | Klub macierzysty | Klub wybierający (liga)     |
| -- | ------------------ | ----------- | ---------------- | --------------------------- |
| 69 | Luca Sbisa (LO)    | Szwajcaria  | EV Zug U20       | Lethbridge Hurricanes (WHL) |